# Gare Mainz-Kastel
La gare Mainz Kastel est une gare ferroviaire allemande de la ligne de Francfort à Wiesbaden, située dans le quartier Cassel (en allemand : Mainz-Kastel) de la ville de Wiesbaden dans le Land de Hesse.
Elle est mise en service en 1840.

## Situation ferroviaire
La gare Mainz-Kastel est située au point kilométrique (PK) 33,4 de la ligne de Francfort à Wiesbaden, entre les gares Wiesbaden Ost et Hochheim.

### Desserte

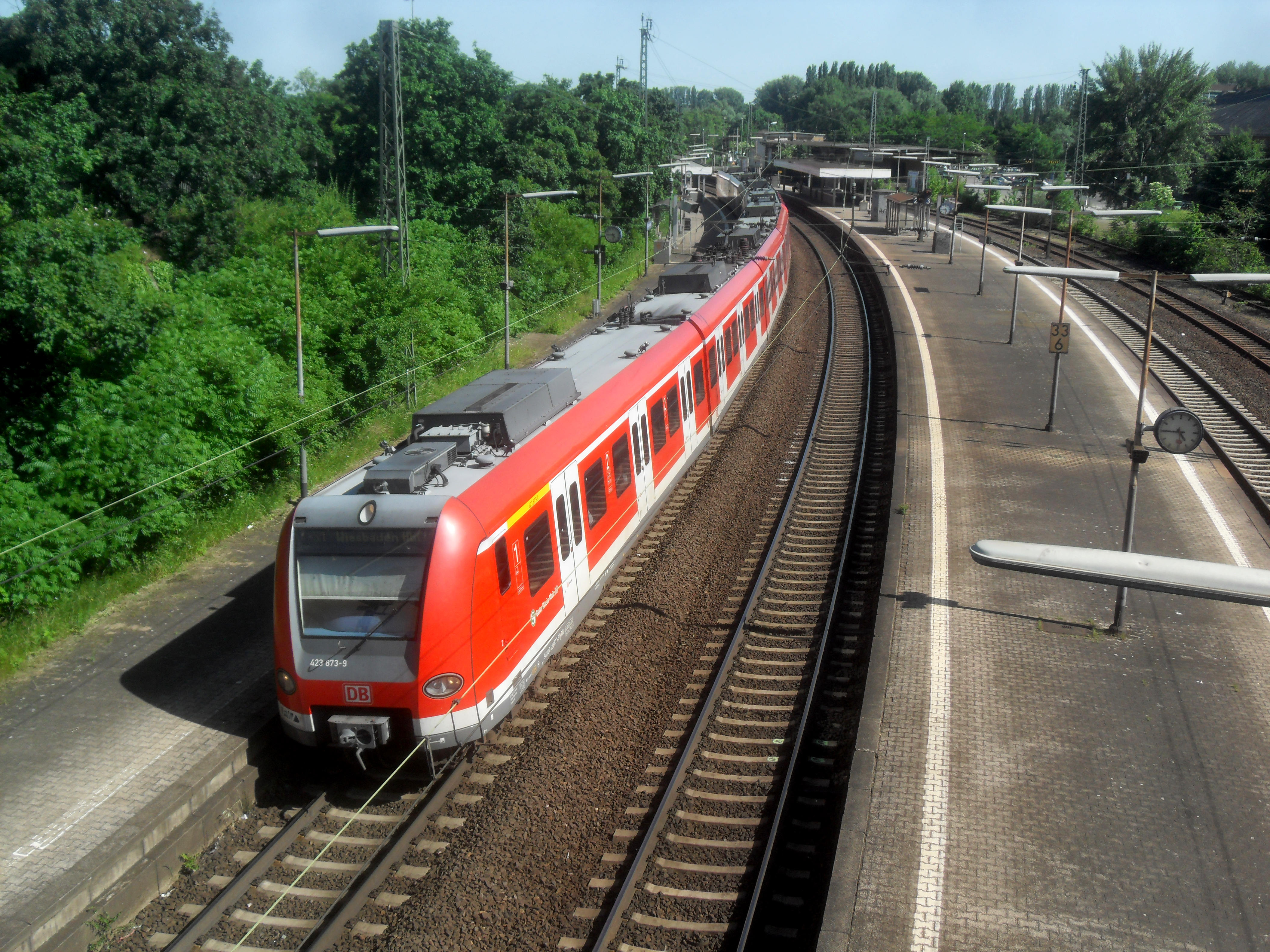
Gare et desserte en 2010.

## Service des voyageurs

### Intermodalité
Il y a échange avec le bus de Mayence et les banlieues sud de Wiesbaden.